# Penshaw Monument
Penshaw Monument  est un mémorial dans le style grec ancien sur Penshaw Hill, dans la ville de Sunderland, en Angleterre du Nord-Est. Il est situé près du village de Penshaw, entre les villes de Washington et Houghton-le-Spring dans le comté historique de Durham. Le monument a été construit entre 1844 et 1845 à la mémoire de John George Lambton, 1er comte de Durham (1792–1840), gouverneur général de l'Amérique du Nord britannique et auteur du rapport Durham sur la future gouvernance des territoires américains. Propriété du National Trust depuis 1939, c'est un Monument classé Grade I, sous le nom de Earl of Durham's Monument,,, Mémorial de Durham, et Témoignage de Durham,.
On l'appelle aussi « Folie des fermiers » en raison d'une croyance apocryphe selon laquelle il a été construit par des fermiers pour impressionner le comte, leur propriétaire qui a ensuite augmenté leurs loyers.
Le monument a été conçu par John et Benjamin Green et construit par Thomas Pratt de Bishopwearmouth en utilisant une pierre meulière locale (gritstone) pour un coût d'environ 6 000 £. La somme a été collectée par souscription. Le 28 août 1844, alors qu'il était partiellement achevé, la première pierre est posée par Thomas Dundas, 2e comte de Zetland, lors d'une cérémonie maçonnique qui attire des dizaines de milliers de spectateurs. Copie du temple d'Héphaïstos à Athènes, c'est un temple tétrastyle de l'ordre dorique, avec dix-huit colonnes - sept le long de ses côtés les plus longs et quatre le long des plus courts — et ni toit ni cella (chambre intérieure).
Dans une colonne, l'escalier hélicoïdal mène au parapet, une voie de promenade qui permet de faire le tour de l'entablement. Cet escalier a été fermé au public en 1926 après la chute mortelle d'un garçon de 15 ans du haut du monument. La structure est en mauvais état dans les années 1930 et doit être clôturée. Le monument est réparé en 1939. Depuis, il a subi une nouvelle restauration, d'importants travaux sont effectués en 1979 : son côté ouest a été entièrement revu. Par des flots de lumière, la nuit, depuis 1988, il est souvent éclairé de différentes couleurs pour marquer des occasions spéciales. Le National Trust a commencé à proposer des visites guidées sur la passerelle en 2011. La fréquentation se monte à plus de 60 000 visiteurs annuellement.
Le monument Penshaw est un point de repère local, visible jusqu'à 80 km (50 miles). Il figure sur l'emblème du Sunderland AFC. Il est considéré à l'échelle nationale comme un symbole de la région du Nord-Est. Il a été loué pour la grandeur, la simplicité et la signification symbolique de sa conception, en particulier lorsqu'il est vu de loin. Cependant, des critiques ont écrit qu'il était mal construit et sans vrai projet. Les revues d'architecture du XIXe siècle ont condamné son absence de toit, le creux de ses colonnes et de ses murs. Il n'y figure aucune représentation de l'homme qu'il est censé honorer et a été largement décrit comme une folie.

## Localisation

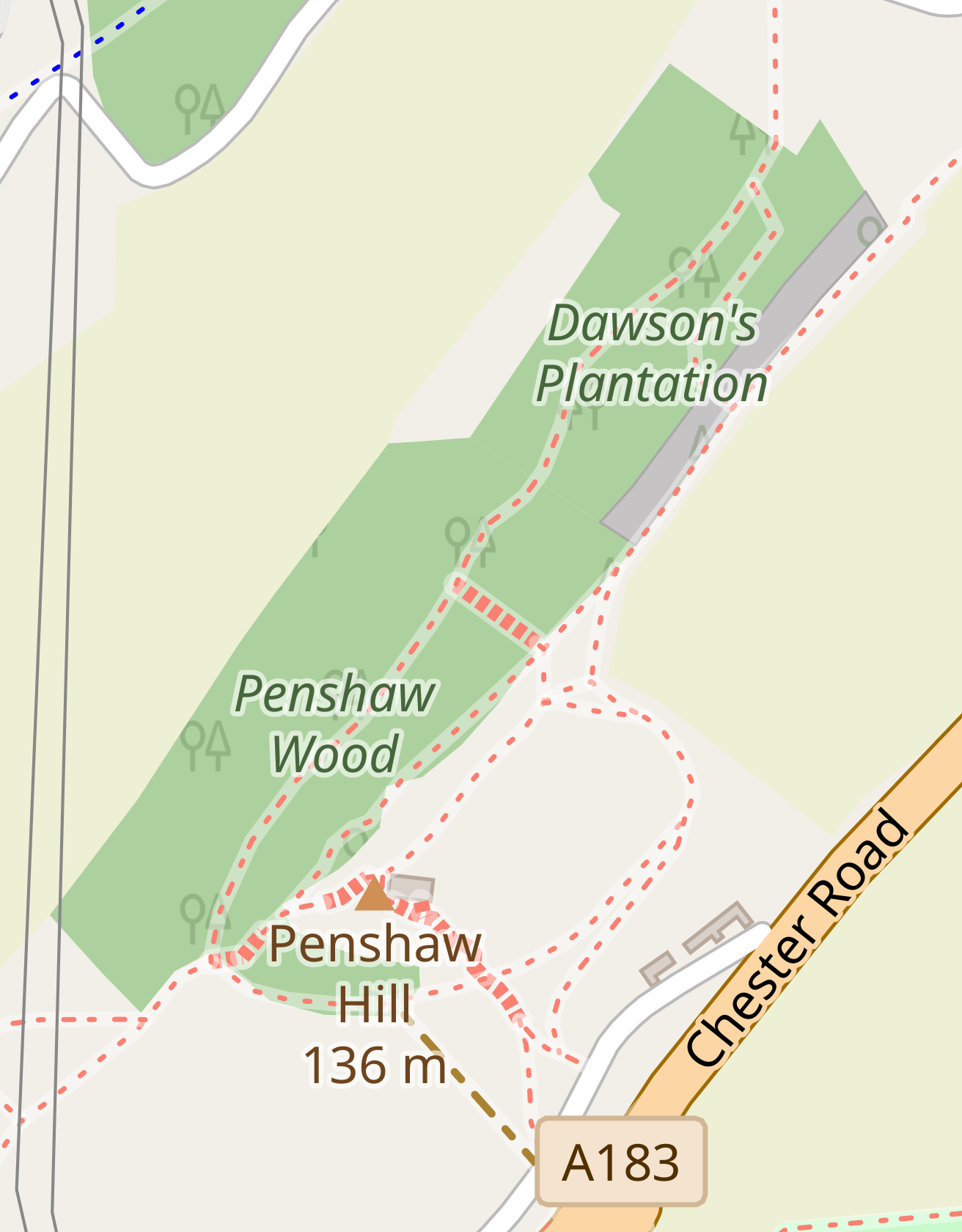
La propriété du National Trust comprend Penshaw Wood et Dawson's Plantation.

Le monument Penshaw se dresse sur le bord sud-ouest du sommet de Penshaw Hill,, une butte isolée de 136 m de haut, formée par l'érosion d'un escarpement du plateau de calcaire magnésien de Durham.
Son étymologie est incertaine, mais elle peut être dérivée des mots celtiques *penn et *cerr, signifiant « la tête des rochers ».
Le National Trust détient la propriété foncière sur le site de 18 ha,,. Le bois est divisé en Dawson's Plantation au nord et Penshaw Wood au sud. Le sommet de la colline et la forêt sont tous deux considérés sites d'intérêt pour la conservation de la nature par le Sunderland City Council.
Le parking du monument est accessible depuis Chester Road (A183) ; trois sentiers mènent du parking au monument qui peut également être atteint depuis Grimestone Bank au nord-ouest et Hill Lane au sud. La Liste du patrimoine national pour l'Angleterre donne l'adresse statutaire du monument à Hill Lane mais le conseil municipal de Sunderland répertorie la propriété comme située sur Chester Road.
Peu de changements ont été apportés au site depuis la construction, bien que des panneaux, des clôtures et des projecteurs aient été ajoutés et que les sentiers aient été améliorés par le National Trust.
Un repère de triangulation se trouve à l'ouest du monument.

## Vue d'ensemble
Le monument a été conçu par John et Benjamin Green et construit par Thomas Pratt de Bishopwearmouth en utilisant une pierre locale (gritstone) pour un coût d'environ 6 000 £. La somme a été collectée par souscription. Le 28 août 1844, alors qu'il était partiellement achevé, la première pierre est posée par Thomas Dundas, 2e comte de Zetland, lors d'une cérémonie maçonnique qui attire des dizaines de milliers de spectateurs. Copie du temple d'Héphaïstos à Athènes, c'est un temple tétrastyle de l'ordre dorique, avec dix-huit colonnes - sept le long de ses côtés les plus longs et quatre le long des plus courts — et pas de toit ni de cella (chambre intérieure).
Un escalier en colimaçon mène au parapet, une passerelle le long de l'entablement. Cet escalier conçu dans une tour a été fermé au public en 1926 après la chute d'un garçon de 15 ans du haut du monument. La structure est en mauvais état dans les années 1930 et doit être clôturée. Le monument est réparé en 1939. Depuis, il a subi une nouvelle restauration, d'importants travaux sont effectués en 1979 : son côté ouest a été démantelé. Par des flots de lumière, la nuit, depuis 1988, il est souvent éclairé de différentes couleurs pour marquer des occasions spéciales. Le National Trust a commencé à proposer des visites guidées de la passerelle en 2011.
Le monument Penshaw est un point de repère local, visible jusqu'à 80 km (50 miles). Il figure sur l'emblème du Sunderland AFC. Il est considéré à l'échelle nationale comme un symbole de la région du Nord-Est. Il a été loué pour la grandeur, la simplicité et la signification symbolique de sa conception, en particulier lorsqu'il est vu de loin. Cependant, des critiques ont écrit qu'il était mal construit et sans but. Les revues d'architecture du XIXe siècle ont condamné son absence de toit, le creux de ses colonnes et de ses murs. Il ne présente aucune représentation de l'homme qu'il honore et a été largement décrit comme une folie.
Le site reçoit plus de 60 000 visiteurs chaque année. Les gens viennent visiter le monument, admirer le panorama, marcher, faire du jogging ou de la photographie.
La fiducie a placé un géocache sur le site.
Le Penshaw Bowl, un œuf de Pâques à rouler, concours pour enfants, a lieu sur la colline tous les Maun dy Thursday (jeudi saint). Cette tradition date de plus d'un siècle.
Une épreuve de course à pied est organisée en mai ou en juin quand les Sunderland Harriers organisent la Penshaw Hill Race avec présentation des vainqueurs dans le bâtiment.
La colline est également prisée lors de Bonfire Night et les célébrations du Nouvel An.
La zone environnante était autrefois industrialisée mais est maintenant principalement constituée de terres arables. Le site se trouve dans le secteur de Shiney Row, au sud-ouest de Sunderland, au nord-est de Chester-le-Street, au sud-est de Washington et au nord de Houghton-le-Spring,.
Au nord se trouve le Washington Wetland Center, géré par le Wildfowl and Wetlands Trust ; au sud se trouve Herrington Country Park. Le monument est visible de 80 km par une journée ensoleillée et peut être vu de l'A1. De la colline, il est parfois possible de voir les Cheviot Hills dans le Northumberland et la tour centrale de la cathédrale de Durham ainsi que la mer.

## Histoire du site
Penshaw Hill est un hillfort de l'âge du fer : les restes de possibles remparts ont été trouvés sur le site et les vues imprenables de la colline en ont fait un emplacement stratégiquement avantageux pour un fort.
En mars 1644, pendant la Première guerre civile anglaise, la colline sert de campement pour une armée de Covenanters écossais qui s'y réfugient après une attaque ratée contre Newcastle avant la Bataille de Boldon Hill.
La colline est associée à la légende locale du Lambton Worm. Une chanson folklorique écrite par C. M. Leumane, en 1867, décrit le ver s'enroulant lui-même "dix fois surplombant "Pensha Hill",.
Une carrière de calcaire, du XVIIIe siècle, se trouve sur la plantation de Dawson, un Site d'intérêt scientifique particulier. L'agriculture et l'exploitation de la carrière sur les terres voisines ont continué après la construction du monument.
La propriété foncière est située sur le bord nord-est du township de Penshaw. Le village d'origine d'Old Penshaw est approximativement à 500 mètres du monument.
Après l'ouverture de la mine de charbon de Penshaw en 1792, un nouveau village est établi au sud-ouest de celui d'origine - il est connu sous le nom de New Penshaw. La première mention de Penshaw se trouve dans le Boldon Book de 1183 où il est décrit comme étant loué à William Basset par un certain Jordan de Escoland, plus tard Jordan de Dalton.
Les familles Bowes-Lyon et Lambton ont également possédé le village.
Le terrain sur lequel se trouve le monument est finalement cédé au domaine de Vane-Tempest-Stewart, il est alors devenu la propriété de Charles Vane, 3e marquis de Londonderry qui l'a offert pour l'implantation de la structure,,.

## Conception et construction

### Contexte

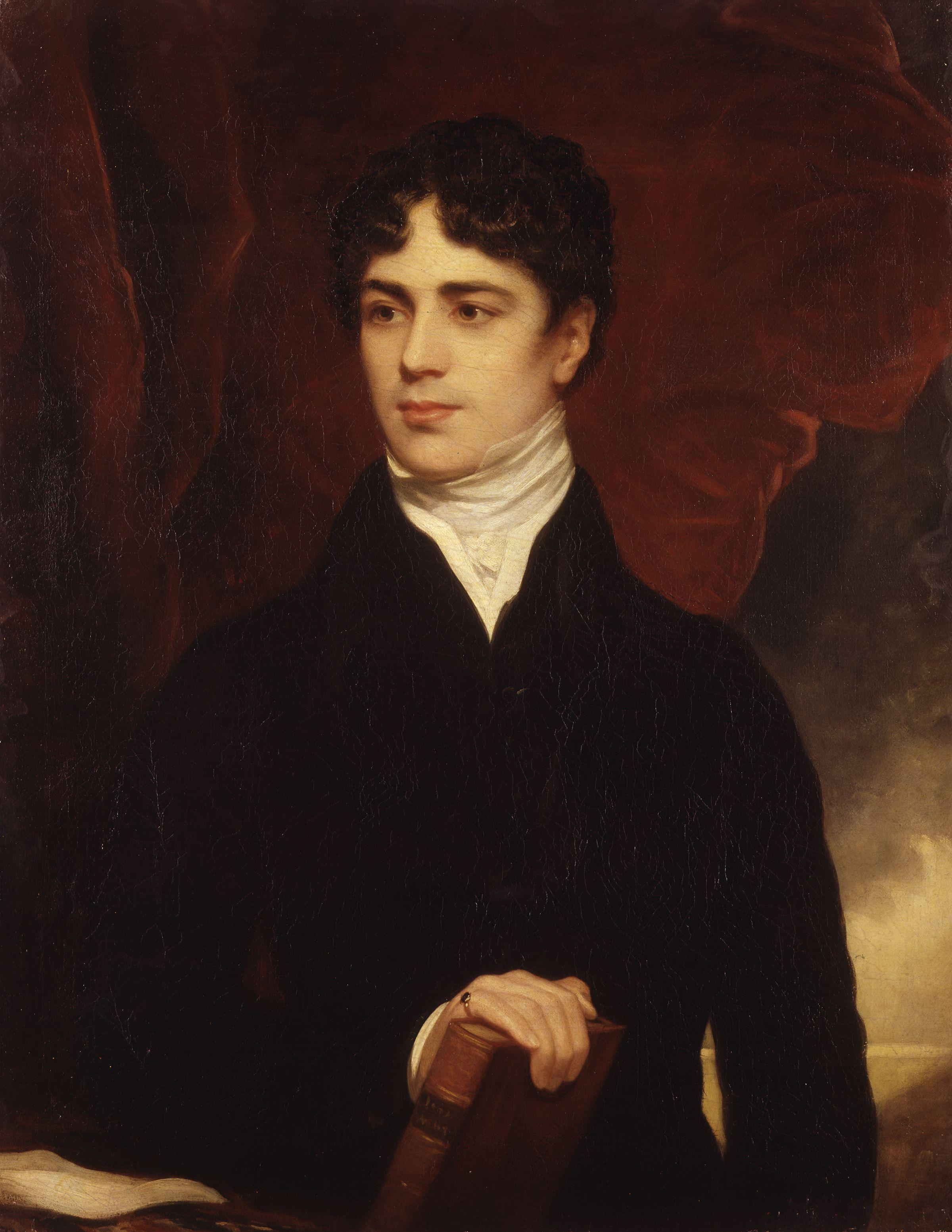
Portrait de John George Lambton, 1er comte de Durham.

John George Lambton (né en 1792) était le fils de William Henry Lambton et de Lady Anne Barbara Frances Villiers. Il a fréquenté Eton College, puis a rejoint le 10th Royal Hussars en 1809. Lambton est devenu membre du Parlement pour le comté de Durham en 1813. Politiquement, il avait la réputation d'être radical et de proposer la réforme électorale, ce qui lui a valu le surnom de « Radical Jack ». En 1828, il fut élevé pair, devenant Baron de Durham. En 1830, Durham fut nommé Lord Privy Seal au cours du gouvernement Whig, 1830–1834 lors du cabinet d'Earl Grey et fut chargé de produire une ébauche du projet de loi qui devint le Reform Act 1832. Il démissionna de son poste en 1833 et fut nommé comte de Durham peu de temps après. Il était franc-maçon et devint Grand Maître adjoint de la Grande Loge unie d'Angleterre en 1834.
Le deuxième ministère de Melbourne l'a nommé Ambassadeur en Russie en 1835. Il a passé deux ans dans le poste. En 1838, Durham accepta de devenir gouverneur général de l'Amérique du Nord britannique et fut envoyé dans la colonie britannique du Bas-Canada (maintenant Québec) pour faire face aux rébellions. Après une tentative infructueuse d'exiler les chefs rebelles aux Bermudes, il démissionne de son poste et quitte le Canada au bout de cinq mois. Son «Rapport sur les affaires de l'Amérique du Nord britannique» (1839) recommande que le Bas-Canada fusionne avec la province anglophone du Haut-Canada pour angliciser ses habitants Canadiens français. Il préconise également une autonomie gouvernementale limitée pour la colonie.
Après une maladie de plusieurs mois, que l’on pense être la tuberculose, il meurt le 28 juillet 1840 à Cowes, île de Wight. Le 3 août, son corps est emmené dans son propre yacht à Sunderland, puis dans un steamship au Lambton Castle. Ses funérailles ont lieu le 10 août. Elles réunissent plus de 300 francs-maçons qui voulaient effectuer une cérémonie maçonnique pour l'occasion. Ils sont invités à ne pas le faire par la famille de Durham. Le cortège funèbre, composée d'environ 450 personnes en voiture et des centaines d'autres à pied, transporte le corps à l'église paroissiale St Mary et St Cuthbert, à Chester-le-Street où Durham est enterré dans son caveau familial. Une grande foule s'est rassemblée pour observer la procession ; sa taille a été estimée entre 30 000 et 50 000 personnes. Le marquis de Londonderry, un opposant politique de Durham, est venu de Londres pour être porteur lors des funérailles.

### 1840–1842: propositions et sélection du site

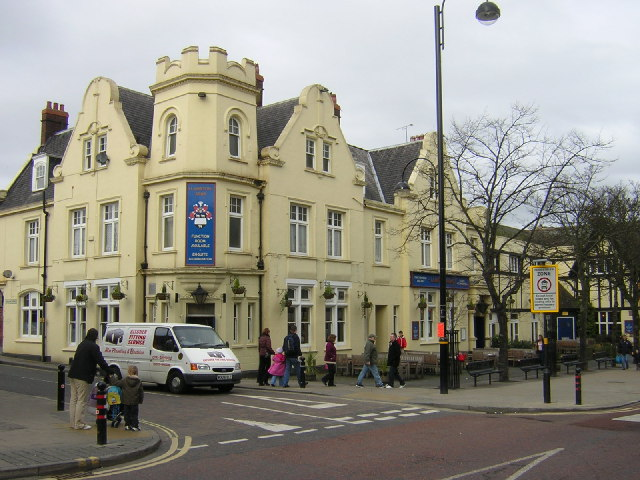
Le Lambton Arms en 2006.

Lors d'une réunion au pub Lambton Arms à Chester-le-Street, le 19 août 1840, il est décidé de former un comité provisoire pour lever des fonds pour un monument au comte par souscription.
Le lendemain, dans les salles de l'assemblée à Newcastle, un comité de 33 hommes est formé à cet effet. Il comprend les maires de Newcastle et Gateshead. Le président du comité est Henry John Spearman. La motion suivante a été présentée par William Ord député :
« Que les services distingués rendus à son pays par le regretté John George Lambton, comte de Durham, en tant qu'homme d'état honnête, compétent et patriotique, et en tant qu'ami éclairé et libéral de l'amélioration de la morale du peuple, l'éducation et les acquis scientifiques, combinés à son exercice incessant de la bienveillance la plus active et des autres vertus privées qui formaient son caractère, font du devoir sacré de ses compatriotes d'ériger un monument public pour perpétuer la mémoire des services rendus, ses talents, ses vertus et d’inciter les autres à suivre son brillant exemple. »
« That the distinguished services rendered to his country by the late John George Lambton, Earl of Durham, as an honest, able, and patriotic statesman, and as the enlightened and liberal friend to the improvement of the people in morals, education, and scientific acquirements, combined with his unceasing exercise of the most active benevolence, and of the other private virtues which adorned his character, render it the sacred duty of his fellow-countrymen to erect a public monument to perpetuate the memory of his services, his talents, and his virtues, and to act as an incitement to others to follow his bright example. »
Environ 500 £ de l'époque ont été promis lors de cette réunion. Des désaccords avaient surgi sur le choix du site du monument : les propositions comprenaient le comté de Durham (désignation territoriale); Chester-le-Street, lieu de sépulture du comte ; Sunderland, où il avait des relations commerciales et Newcastle, en raison de sa taille.
Dans une lettre à la Durham Chronicle, publiée en octobre 1840, un donateur anonyme du monument a exprimé la volonté que le public soit autorisé à soumettre des dessins et que le projet final soit choisi par les donateurs. La lettre mettait en garde contre « un système vicieux de lobbying » dans lequel l'exercice d'une influence privée conduirait à l'adoption de modèles de mauvais goût, comme cela s'était produit auparavant comme lors du choix d'autres monuments telle la Colonne Nelson.
Lors d'une autre réunion au Bridge Hotel de Sunderland le 28 janvier 1842, William Hutt, membre du parlement, a proposé que « le monument ait un caractère architectural », a suggéré Penshaw Hill comme emplacement parce que c'était la propriété du comte et que le monument soit visible d'une grande partie du comté de Durham, à proximité de la côte est.
L'épouse de Durham avait exprimé son soutien à ce site avant sa mort.
Selon The Times, « on n'aurait pas pu trouver un endroit plus approprié pour l'érection d'un monument au regretté comte ».
Hutt espérait ériger une statue du comte de Durham ; il a lu la lettre d'un sculpteur qui avait offert d'en réaliser une. À ce stade, environ 3 000 £ avaient déjà été collectées.
Plus tard, un comité basé à Londres lèvera encore davantage de fonds.

### 1842–1843: choix du projet
Le comité a demandé conseil au Royal Institute of British Architects de Londres.
Son secrétaire, Thomas Leverton Donaldson, a conseillé d'approcher cinq ou six architectes qualifiés nommés par l'Institut en privé, plutôt que de faire un appel public à la concurrence. Donaldson a signalé à Hutt que si un appel public à projets était lancé, les architectes les plus qualifiés ne concourraient pas. L'Institut a enquêté sur Penshaw Hill et a donné des instructions aux architectes, qui ont décrit la colline et indiqué la préférence des souscripteurs pour une colonne Le coût du projet ne pouvait pas excéder 3 000 £.
Six des dessins soumis au comité ont été exposés dans les locaux de l'institut à Londres avant d'être vus dans le nord,. Tous représentaient des colonnes ou des obélisques, chacun surmonté d'une statue du comte. Lors d'une réunion à Sunderland le 8 juillet 1842, les donateurs ont examiné les propositions de sept architectes :

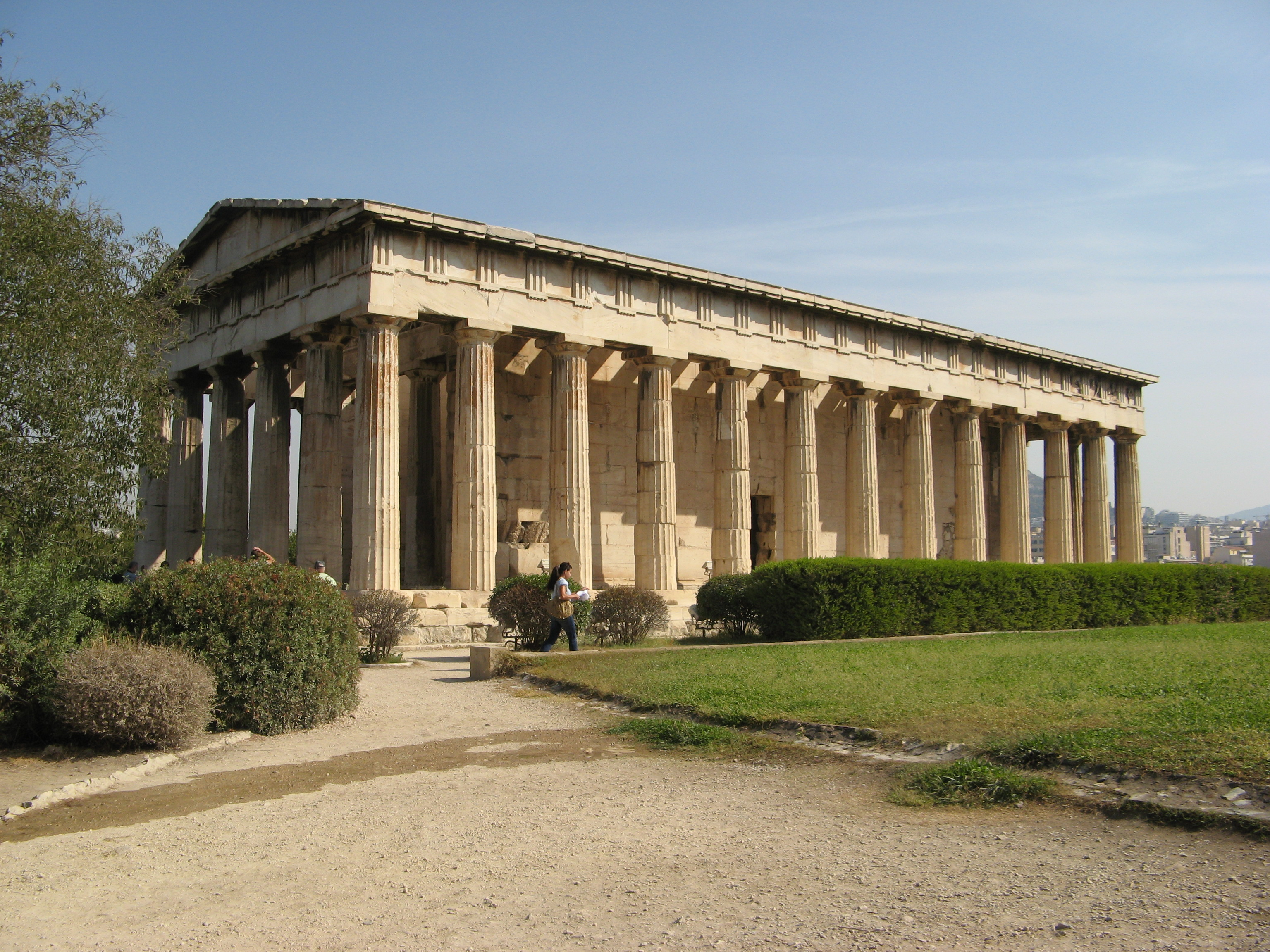
La colonne de John A. Cory et la conception finale du temple sont inspirées du temple d'Héphaîstos, à Athènes.

- John Augustus Cory - Deux modèles : une colonne dans le style de l'architecture à l'italienne ; et une colonne ressemblant à celles du temple d'Héphaïstos[note 10] ;
- Thomas Leverton Donaldson - Conception inconnue ;
- Harvey Lonsdale Elmes - Deux modèles : une colonne grecque surmontée d'un temple contenant une urne et une colonne avec des balcons en saillie à l'imitation d'une  colonne rostrale romaine ;
- Charles Fowler - Une colonne d'architecture normande, semblable à celles de la nef de la cathédrale de Durham ;
- Arthur Mee - Une colonne, détails inconnus ;
- John Buonarotti Papworth - Un obélisque, avec une statue de bronze et un sarcophage à l'avant ;
- Robert Wallace - Une colonne dorique, de 4 mètres de diamètre, basée sur celles du temple olympien de Zeus à Agrigente, surmontée d'un podium et d'un trépied en métal[57].

Certains présents à la réunion étaient mécontents que le choix se fasse par consultation - l'un estimait qu'« il aurait mieux valu laisser libre cours au génie des artistes » et un autre souhait était de recevoir plus de projets avant qu'une décision ne soit prise. Une certaine consternation était due au fait que la construction du monument ne démarre pas aussi vite que prévu. La  Chronique de Durham  désapprouvait les conceptions proposées, écrivant qu'« une colonne, debout dans la nudité solitaire, est une absurdité palpable ». Le périodique a critiqué les conceptions de Grey's Monument (en) et de Nelson's Column, estimant qu'elles appartenaient au « style chandelier de l'architecture monumentale » et a écrit que le monument dédié au comte de Durham devrait être « élevé, massif, durable et distinctif - simple dans ses caractéristiques et grand dans son effet général ».
Le 8 novembre 1842, un comité exécutif ayant le pouvoir de choisir une conception et de commencer la construction du monument fut formé à Newcastle.
En mai 1843, le comité s'est réuni pour examiner les nouveaux modèles qu'il avait reçus et a décidé de recommander la proposition de John et Benjamin Green d'un temple dorique grec aux souscripteurs.
En juillet, le choix était fait : les Green, père et fils qui avaient conçu le Grey's Monument et le Théâtre Royal de Newcastle. La conception initiale était dans le style des temples de Paestum, avec un arrangement de quatre colonnes sur six. Plus tard, le projet sera changé en un modèle basé sur le temple d'Héphaïstos,. Il est envisagé que la colline soit aménagée en jardin d'agrément clos après la construction du monument.

### 1844: pose de la première pierre et construction

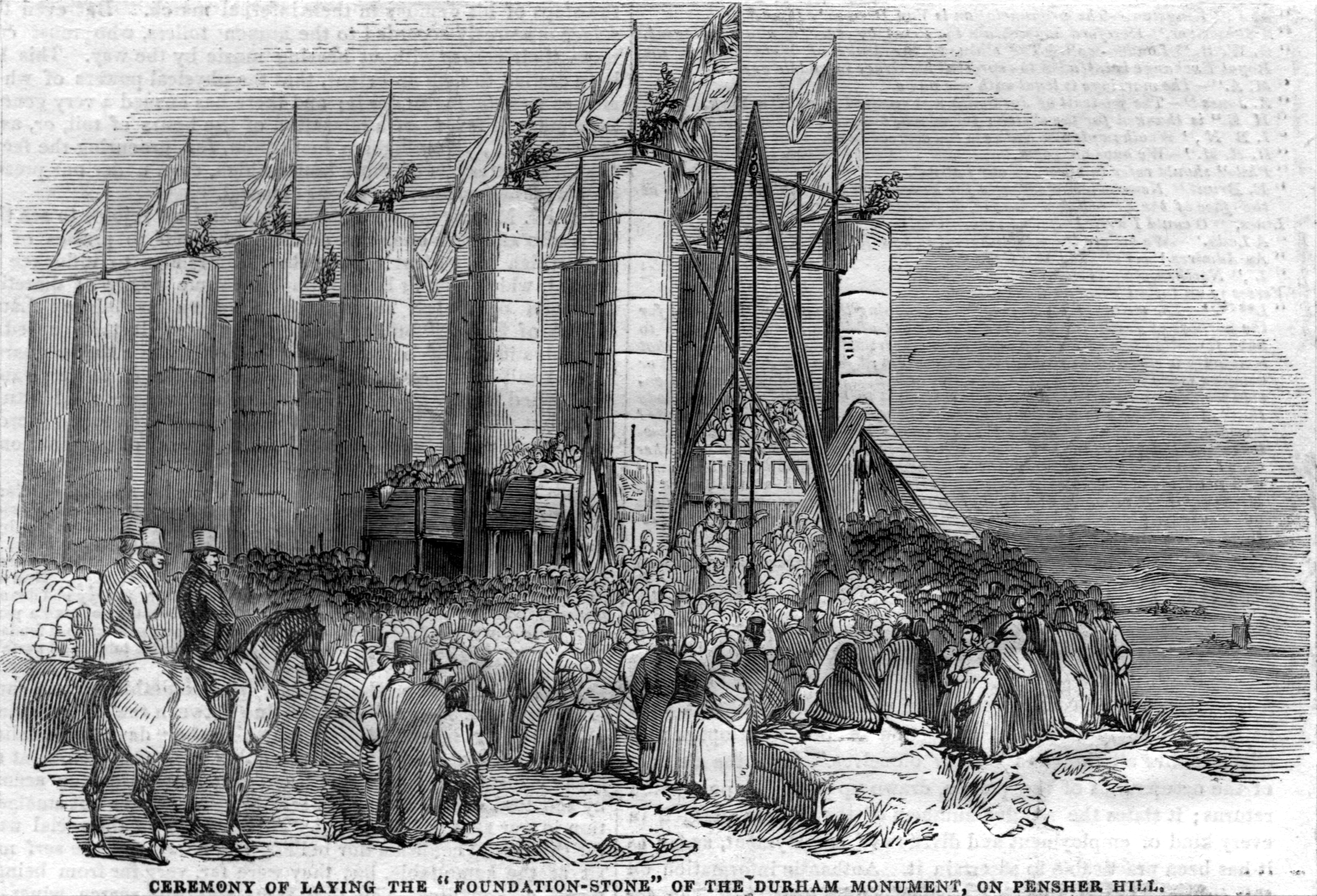
Pose de la première pierre, gravure publiée dans «The Illustrated London News», montrant le monument inachevé.

La pierre utilisée dans la construction était un cadeau du marquis de Londonderry. Elle provenait de ses carrières de Penshaw, à environ 1,6 km de la colline,.
Dans une lettre aux souscripteurs, le marquis a expliqué sa décision de fournir la pierre : « cela m'a procuré une grande satisfaction d'une manière très humble d'aider à exprimer mon admiration pour les talents et les capacités du comte de Durham, même si j'ai pu avoir des divergences avec lui sur des sujets publics ou politiques ».
La chaux utilisée pour la construction a été fabriquée dans des fours appartenant au comte de Durham, situés dans le village voisin de Newbottle (en) ; le sable a été extrait dans une carrière au pied de Penshaw Hill. Les matériaux ont été transportés en haut de la colline par une voie temporaire de chemin de fer. Des trous sur les blocs de pierre du stylobate indiquent qu'ils ont été manipulés avec un appareil de levage appelé « lewis ».
En janvier et février 1844, un appel d'offres pour la construction du monument a été publié dans les journaux « Durham Chronicle » et « Newcastle Courant »,.
La date limite de soumission des offres était initialement le 15 février, mais a ensuite été reportée au 1er mars,.
Le 15 mars, le constructeur Thomas Pratt de Bishopwearmouth, Sunderland, avait obtenu le contrat. On sait peu de choses sur lui. Dès mars, les opérations de déblaiement du terrain sur le site avaient commencé ; un appel d'offres pour le transport de la pierre de la carrière à Penshaw Hill est paru dans le "Durham Chronicle" le 29 mars.
En mai, une tranchée pour les fondations du monument avait été creusée.

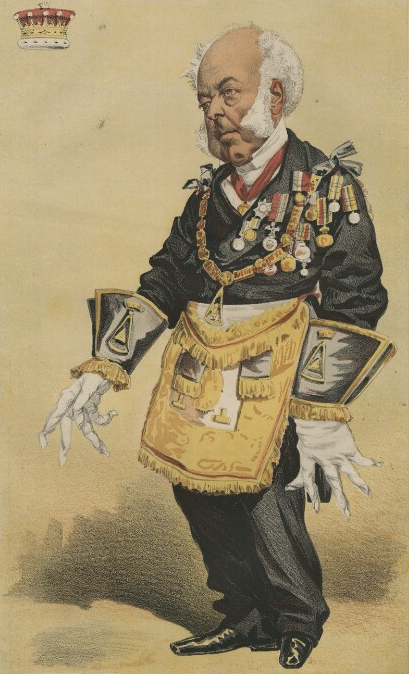
Une caricature du comte de Zetland parue dans le Vanity Fair.

La première pierre du monument a été posée le 28 août 1844 par Thomas Dundas, 2e comte de Zetland, grand maître de la Grande Loge Unie d'Angleterre. La construction était déjà en cours depuis plusieurs mois : toutes les colonnes avaient été construites à environ la moitié de leur hauteur finale, sauf deux à l'avant de la structure. L'échafaudage du monument était orné de drapeaux pour la cérémonie. La Great North of England Railway Company a organisé des trains spéciaux depuis Sunderland, Newcastle, Durham et South Shields pour amener les spectateurs à l'événement. Des tribunes ont été érigées de chaque côté du monument pour leur permettre de regarder la cérémonie - la plupart des spectateurs dans les tribunes étaient des femmes. Le Durham Chronicle a estimé qu'entre 15 000 et 20 000 spectateurs étaient présents ; le Durham County Advertiser en a signalé au moins 30 000.
Un pavillon a été installé dans un champ au sud de Penshaw Hill pour accueillir les francs-maçons présents dont 400 membres de la Provincial Grand Lodges (UGLE) de Durham. Vers 13h30, les francs-maçons ont formé une procession, sont montés sur la colline, accompagnés par une fanfare et le comité de construction du monument, Les grands trésoriers ont placé une fiole contenant des pièces de monnaie victoriennes dans une cavité de la première pierre qui a ensuite été recouverte d'une plaque de laiton avec une inscription dédiant le monument au comte de Durham.
Zetland a étalé du mortier sur la pierre avec une truelle en argent, spécialement gravée pour l'occasion. Une deuxième pierre a ensuite été posée dessus pendant que l'orchestre jouait "Rule, Britannia!". Zetland a utilisé plomb, niveau et équerre pour ajuster la pierre supérieure avant de la bénir avec maïs, vin et huile. Le révérend Robert Green de Newcastle a prononcé une prière et les francs-maçons ont examiné les plans du monument avant de retourner dans leur pavillon pendant que l'orchestre jouait God Save the Queen",.
Le Times  a décrit l'événement ainsi :
« [A] more animated and picturesque scene was perhaps never witnessed in this part of the country... The gorgeous insignia of the masonic brethren brilliantly reflected the rays of an almost vertical sun, the various banners fluttering in the gentle breeze, the gay dresses of the ladies, and the vast assemblage of spectators on every side, formed altogether a magnificent spectacle. »
« [Une] scène plus animée et pittoresque n'a peut-être jamais été vue dans cette partie du pays... Les magnifiques insignes des frères maçonniques reflétaient brillamment les rayons d'un soleil presque vertical, les diverses bannières flottant dans le la douce brise, les robes gaies des dames et le vaste rassemblement de spectateurs de chaque côté formaient un spectacle tout à fait magnifique »
Ce soir-là, deux dîners ont été servis à Sunderland pour célébrer l'événement : un au Wheatsheaf à Monkwearmouth et un autre au Bridge Hotel. Le premier a été suivi par des francs-maçons qui avaient participé à la cérémonie et accueillaient de nombreux membres de la noblesse. Un différend est survenu lors de l'un de ces dîners lorsque le vice-président, un avocat du Parti Libéral appelé A.J. Moore, a refusé de prendre part à un toast en l'honneur du marquis de Londonderry, un Tory. Moore a quitté la pièce et le toast a été porté en son absence. Le  Newcastle Journal a condamné le comportement de Moore et l'a qualifié de "démonstration brutale de sentiment corrompu, de ressentiment indiscipliné et d'ingratitude".
En septembre 1844, l'un des architectes du monument menaça de lancer une action en justice contre JC Farrow, qui avait annoncé la publication d'une lithographie représentant la structure. Green a affirmé que le monument - qui n'était pas encore terminé - ne pouvait pas être représenté sans référence aux plans architecturaux, et que la lithographie enfreignait ses "droits de copie et de dessin". La Chronique de Durham a qualifié la revendication de Green de "tout à fait présomptueuse et absurde". En octobre, le Carlisle Journal a rapporté qu'une seule des colonnes du monument n'avait pas encore été surmontée de son chapiteau et que la structure ne devait être achevée qu'en 1845.
Le coût total de la construction a été d'environ 6 000 £ (604 488 £ d'aujourd'hui),.

## Histoire ultérieure

### 1880 à 1920: dommages précoces et accident mortel

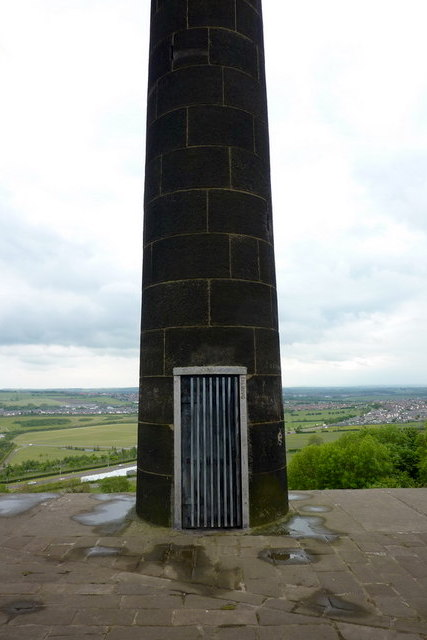
La porte d'accès à la passerelle a été verrouillée après la mort de Scott.

Le 29 mai 1889, la Société des Antiquaires de Newcastle-upon-Tyne fut informée des dommages causés au monument : de nombreuses pierres formant son stylobate étaient tombées et avaient roulé sur Penshaw Hill. L'édifice a été réparé dans les années 1920 après s'être fissuré.
Contre le paiement d'un penny, il était autrefois possible d'accéder à l'escalier menant au sommet de la structure.
Un accident mortel a stoppé net cette possibilité : le 5 avril 1926 (lundi de Pâques), Temperley Arthur Scott, un jeune apprenti maçon de 15 ans de Fatfield est tombé du haut du monument de Penshaw. Environ 20 personnes se trouvaient au sommet quand il est tombé.
Il avait gravi la structure avec trois de ses amis ; le groupe était grimpé deux fois au sommet et tentait de le faire une troisième fois. Scott a essayé de franchir un fronton pour relier les deux allées quand il a trébuché puis est tombé de plus de 20 m,. Un médecin l'a déclaré mort sur le coup. Un agent de police a relaté dans son rapport d'enquête à la chapelle méthodiste primitive de Fatfield que les gens visitaient habituellement le sommet du monument les jours fériés. Il a dit que la pierre au sommet du fronton était usée, suggérant que beaucoup de monde l'avait déjà escaladée. Le coroner adjoint a prononcé un verdict de mort accidentelle et a recommandé que des balustrades à pointes soient placées sur les frontons ou que la porte de l'escalier soit verrouillée en permanence.
La porte a été maintenue verrouillée depuis lors ; après des effractions répétées, elle a été scellée avec du ciment, puis condamnée avec des briques.

### Années 1930 à années 1970: restaurations du National Trust
Lors d'une conférence organisée par la Campagne pour protéger l'Angleterre rurale à Leamington Spa à l'été 1937, J.E. Mc Cutcheon du conseil municipal de Seaham a parlé de la nécessité de protéger les destinations touristiques dans le comté de Durham.
Les commentaires de McCutcheon ont intéressé B. L. Thompson, qui assistait à la conférence au nom du National Trust. En conséquence, le National Trust a accepté de reprendre le monument Penshaw à John Lambton, 5e comte de Durham, à la condition que la Covenant (law) soit imposée à Cocken Wood, une zone boisée près du Prieuré de Finchale. Le monument est devenu la propriété du Trust en septembre 1939. En avril 1950, il a été classé Bâtiment Grade I sur la Liste du patrimoine national d'Angleterre. Son nom officiel est devenu le monument du comte de Durham. Les bâtiments de catégorie I ne représentent que 2,5% des bâtiments classés et sont qualifiés "d'un intérêt exceptionnel".
En 1936, le Sunderland Echo and Shipping Gazette rapporta que plusieurs grosses pierres étaient tombées du monument et qu'une clôture avait été installée - la clôture était en bois, recouverte de fil de fer barbelé, elle était toujours là en 1938.
En juillet 1939, des travaux de réparation étaient en cours et des échafaudages étaient présents autour de certaines colonnes du monument. Il n'a pas été endommagé pendant la Seconde Guerre mondiale, malgré les raids sur Houghton-le-Spring pendant le Blitz. En 1942, il a été frappé par la foudre qui a endommagé le haut de la colonne contenant l'escalier. Ces dégâts - un trou en haut de la colonne et une fissure s'étendant sur la moitié de sa longueur - étaient encore visibles une décennie plus tard.
En 1951, le « Sunderland Echo » rapporta que des enfants avaient descellé la porte de l'escalier et escaladé le monument à la recherche d'œufs de pigeons. Le National Trust a alors fait appel à un constructeur local pour la refermer.
En 1959, le National Coal Board a réparé le monument après qu'il a été endommagé par l'exploitation minière : les côtés au nord, l'ouest et le sud étaient fissurés, une partie de la passerelle s'était détachée et menaçait l'intérieur. Les blocs de pierre ont été remplacés par des dalles de béton avec de la pierre en façade. En raison de désordres structurels, Penshaw Monument a été de nouveau étayé en 1978. L'année suivante, le côté ouest a été démonté et les linteaux endommagés ont été remplacés par d'autres en béton armé. Les nouveaux linteaux ont été recouverts de pierre artificielle de couleur chamois en façade.

### Années 1980 à 2000: flots d'éclairage et nouvelles réparations

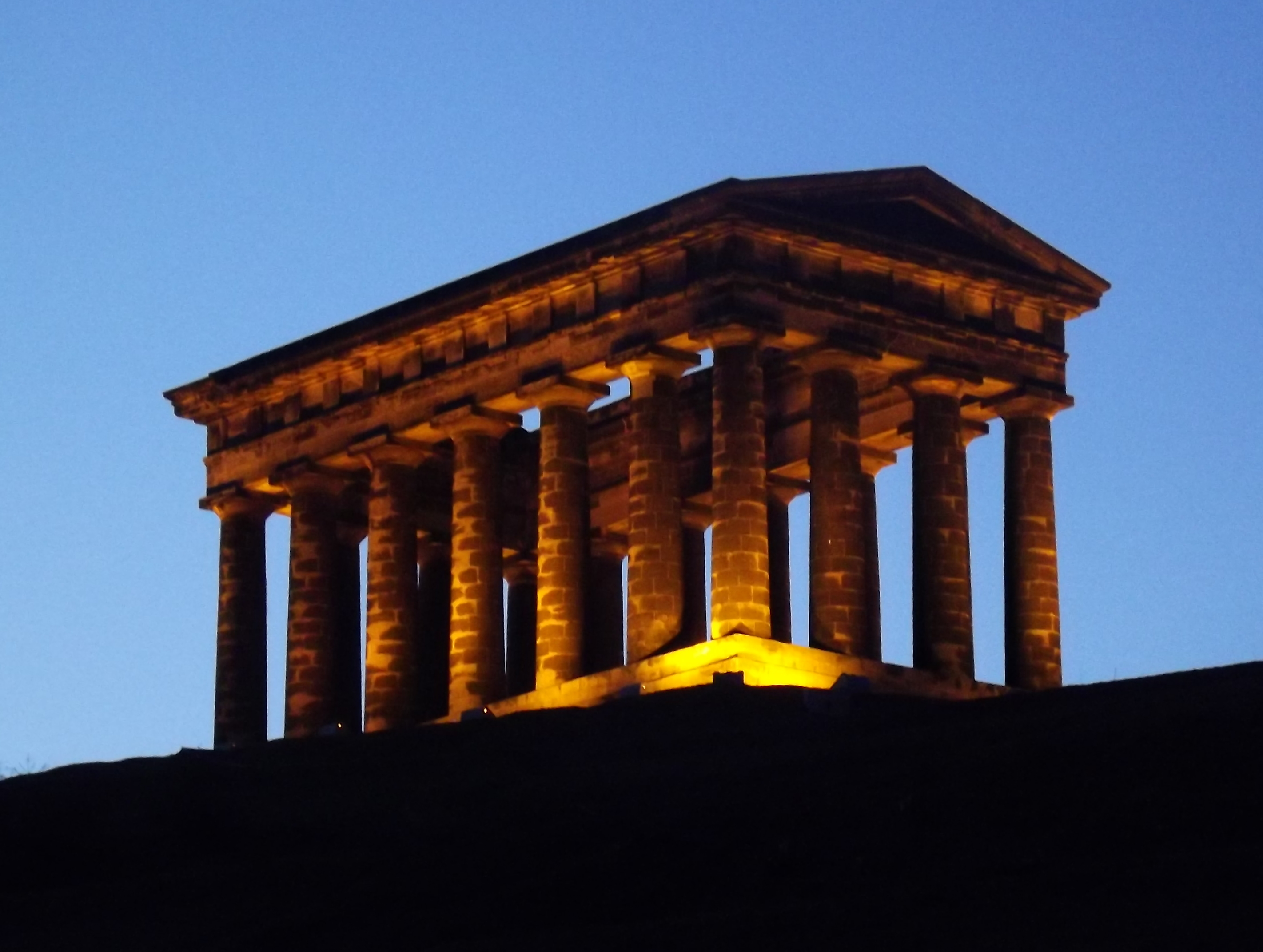
Le monument illuminé en 2012.

En 1982, une subvention de la Countryside Commission a permis au National Trust d'acheter près de 18 hectares (44 acres) de terrain entourant le monument, dont une grande partie du côté sud de Penshaw Hill et la forêt au nord-ouest. Le monument a été éclairé la nuit par des projecteurs depuis 1988, lorsque le conseil municipal de Sunderland a alloué dans ce but une somme de 50 000 £ de l'époque (135 000 £ d'aujourd'hui). Entre 1994 et 1996, plusieurs des projecteurss ont été volés. La Northumbria Police a déclaré qu'ils auraient pu être utilisés comme lampes de serres pour la culture de cannabis.
En 1994, le périodique The Journal a signalé que Penshaw Monument "pourrait s'effondrer" après que deux inspections aient montré que le bas des colonnes n'étaient pas partout au même niveau. Le National Trust a alors missionné un ingénieur, John Knapton, professeur en génie civil, pour mener une troisième inspection plus complète du monument et évaluer les mouvements éventuels.
En 1996, le National Trust a déclaré qu'il dépensait plus de 100 000 £ (189 000 £ d'aujourd'hui) pour restaurer le monument. Ses colonnes et ses linteaux s'étaient détériorés et ont été réparés. Ses éléments de fixation en fonte avaient rouillé, ce qui les a fait se dilater et a fragilisé la maçonnerie - ils ont été remplacés par des crampons en acier inoxydable incrustés dans du plomb. Un rejointage a été réalisé avec du mortier de chaux, fabriqué à partir de chaux extraite dans les fosses du National Trust à Wallington Hall, domaine du Northumberland, Cependant, la surface de la pierre, noircie par la suie, n'a pas été nettoyée pour qu'elle reste « un rappel de la tradition d'industrie lourde de la région. » Le National Trust a déclaré plus tard : « Maintenant que l'exploitation minière a cessé, la noirceur semble particulièrement évocatrice et les propositions de nettoyage ont été rejetées. »
Le 16 novembre 2005, un groupe de 60 volontaires recrutés par le National Trust parmi les entreprises locales, les universités et Boldon School, South Tyneside a aidé à l'entretien du monument en remplaçant la « porte des baisers » à son entrée, en construisant un chemin pour sa zone d'interprétation, en réparant et en remplaçant les stations qui y mènent et en plantant 40 m de haie.

### Années 2010 à 2020: réouverture des escaliers et vandalisme

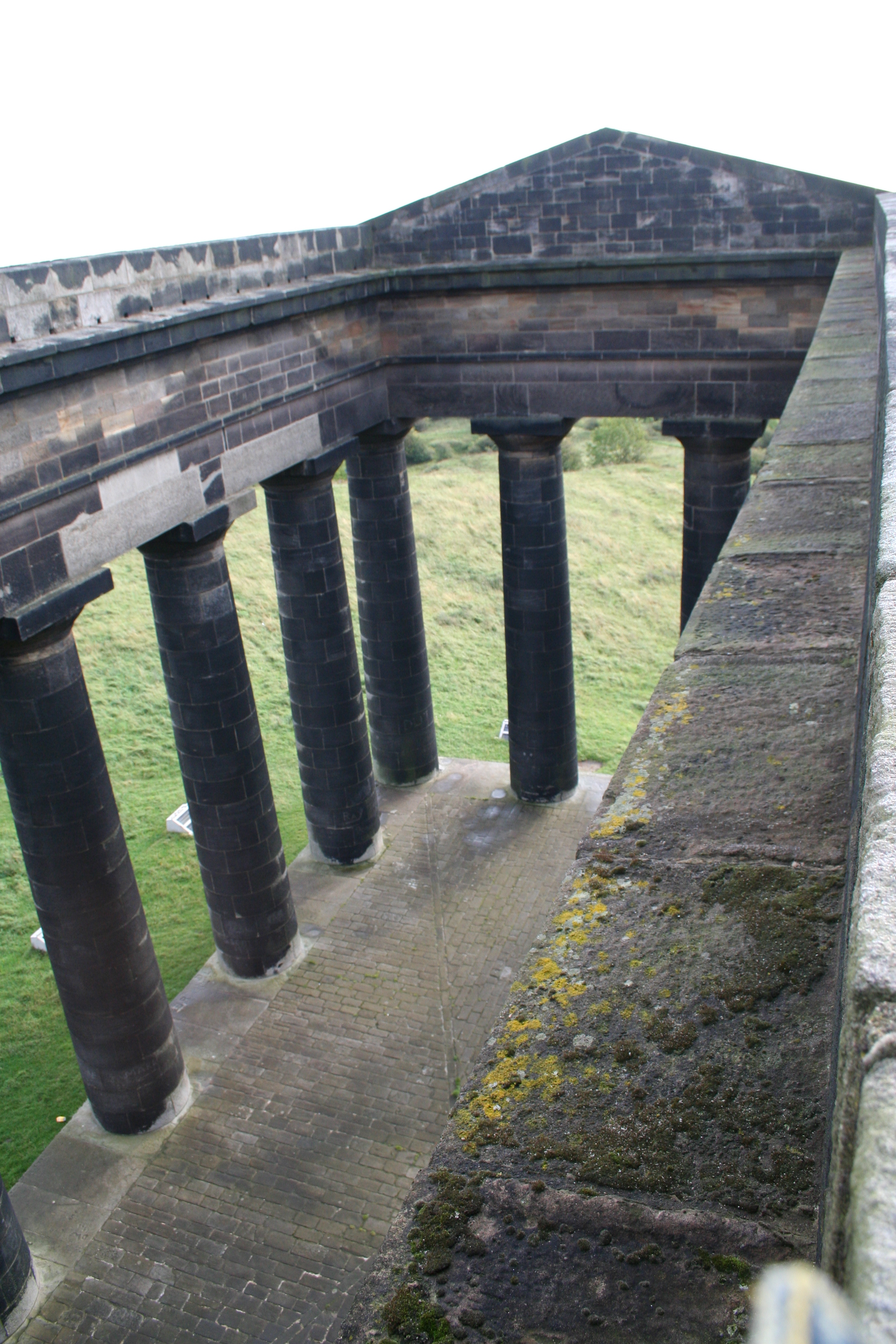
La promenade au sommet.

En août 2011, le National Trust a ouvert l'escalier au public pour la première fois depuis 1926 et a commencé à proposer des visites guidées du sommet de la structure.
Plus de 500 personnes ont assisté à la réouverture, bien que seulement 75 aient été initialement autorisées à l'escalader; d'autres visites ont eu lieu les mois suivants.
La fiducie propose désormais des visites tous les week-ends entre le Vendredi saint et la fin septembre. Les visites durent 15 minutes et seules cinq personnes sont autorisées à monter à la fois. Les membres du National Trust peuvent le faire gratuitement, mais les non-membres doivent payer 5 £. Jusqu'à mars 2013, plus de 3 600 personnes ont visité le site.
En mars 2014, le conseil a annoncé qu'il dépenserait 43 000 £ pour remplacer les projecteurs par 18 nouvelles lampes LED qui, selon lui, permettrait d'économiser 8 000 livres par an en frais de fonctionnement. Ils sont censés produire une lumière plus douce et plus blanche que leurs prédécesseurs et peuvent être programmés pour éclairer le monument de différentes couleurs Ils ont été financés avec un prêt gouvernemental et devaient réduire la consommation d'énergie annuelle de 75 000 kilowattheures à moins de 10 000. Un reportage archéologique a été réalisé pendant l'installation des lumières. En avril 2015, neuf des nouveaux projecteurs, d'une valeur de 20 000 £, ont été volés. Les voleurs ont utilisé des coupe-boulons pour franchir les portes de sécurité du monument et ouvrir les protections en acier des projecteurs. L'installation était entièrement terminée en août 2015.
Le monument a depuis été illuminé de différentes couleurs pour commémorer des événements, notamment les couleurs du drapeau de la France après les attentats de Paris de novembre 2015, les couleurs de Union Jack le 31 janvier 2020 à l'occasion du Brexit et bleu le 24 mars 2020 en hommage aux National Health Service et travailleurs sociaux pendant la pandémie de COVID-19.

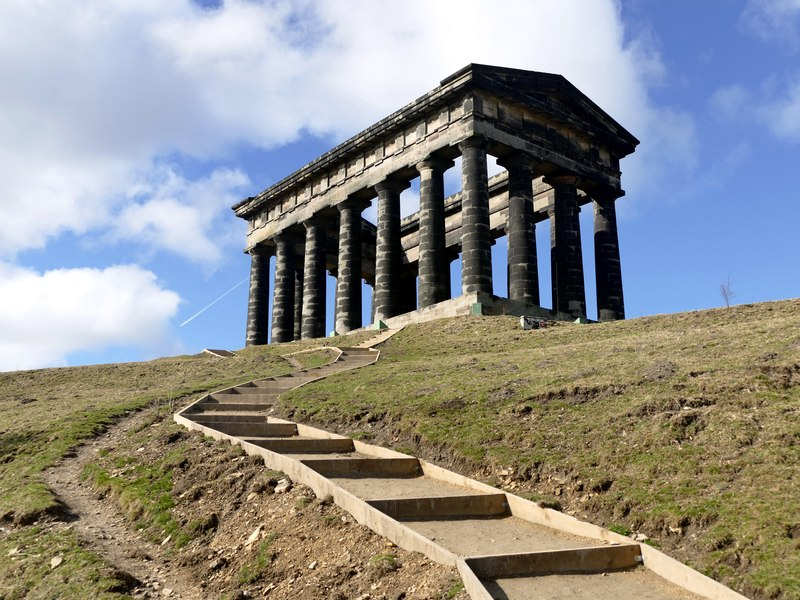
Les vieux escaliers en bois, en 2018.

Le 26 juillet 2014, de vastes zones du monument ont été vandalisées avec de la peinture en aérosol. Le graffiti comprenait du texte et des symboles liés au Film de 2005 «V pour Vendetta».
Le National Trust a déclaré avoir engagé des entrepreneurs spécialisés pour enlever les graffitis pour un "coût considérable".
Bien que le National Trust n'ait pas sollicité de dons, les résidents locaux et les entreprises ont donné 1 500 £ pour payer la remise en état. En 2019, comme une blague du 1er avril (poisson d'avril), il a été annoncé que Penshaw Monument serait « déplacé pierre par pierre » au Beamish Museum, dans le comté de Durham. Le musée a déclaré que cette décision était due à « l'invasion d'une race rare de ver à Penshaw Hill » - une allusion à la légende du ver de Lambton.
En août 2019, le National Trust a reçu un don de 200 000 £ de "Highways England Environment Designated Fund". Cet argent devait être utilisé pour offrir un meilleur accès au monument en remplaçant les anciennes marches en bois par de nouvelles en grès et en calcaire et pour améliorer la signalétique avec les informations issues de la nouvelle étude historique.
Des restaurations ont également été effectuées dont la réparation des pierres et le rejointoiement du stylobate. Il a été initialement proposé d'ajouter un nouvel embranchement routier et des fossés sur le côté du chemin principal avec des fosses de drainage. Ces plans ont été abandonnés, en partie à cause de leur impact sur le site.

## Architecture

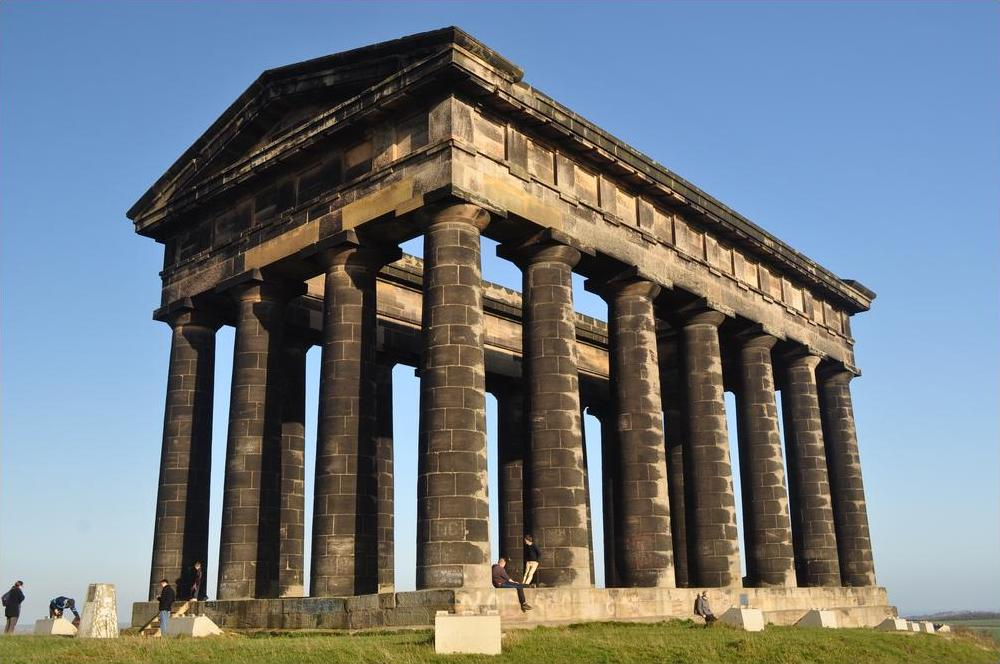
Penshaw Monument en 2011.

Bien qu'il ait été conçu comme un mémorial dédié au comte de Durham, de nombreuses sources décrivent le monument Penshaw comme une folie,,. Il ne comporte aucune statue ou sculpture de l'homme qu'il devait commémorer,. Le monument a été construit dans le style d'un temple grec ancien de l'ordre dorique. Il est inspiré du temple d'Héphaïstos qui se trouve sur la colline Colonos Agoraios du côté nord-ouest de l'ancienne Agora d'Athènes. Le National Trust le décrit comme une réplique du temple. Cependant, selon le "Sunderland Echo", "au mieux, on pourrait dire qu'il est "légèrement similaire" au temple d'Héphaïstos". .
C'est un exemple d'architecture grecque renaissante, ce qui est rare dans le comté historique de Durham. Ce style est apparu pour la première fois vers 1820 dans des résidences de campagne comme Eggleston Hall. Le monument Penshaw est un exemple tardif, tout comme Monkwearmouth Station Museum.
John Martin Robinson cite le monument à côté du Bowes Museum comme exemple des "bâtiments excentriques" trouvés dans le comté. Nikolaus Pevsner a noté que la proximité de la structure avec le viaduc de Victoria produit une rare juxtaposition d'architectures grecque et romaine. Un livret produit par Tyne & Wear Archives & Museums  compare Penshaw Monument à Jesmond Old Cemetery dont les portes ont été conçues par John Dobson. Il dit que le monument "partage les intentions du cimetière arcadien de Dobson mais réussit beaucoup mieux". Dans son étude du monument commandée par le National Trust, Penny Middleton déclare que sa « relation architecturale et culturelle la plus proche» pourrait être le Monument national d'Écosse, un temple grec inachevé sur Calton Hill à Édimbourg.
La structure n'a pas de toit ; ce qui a conduit The Illustrated London News à la qualifier d'hypaétrale. Cependant, The Civil Engineer and Architect's Journal jugeait cet adjectif inapproprié. Il affirmait qu'"[un] temple «hypaétral» ne veut pas dire un temple sans toit du tout... mais seulement ce genre particulier de temple dans lequel la cella a été laissée en partie découverte" - le monument n'a pas de cella. L'Athénée le qualifiait de non seulement hypaétral, mais hypaétral in issimo et a fait la remarque : « Peut-être était-il d'abord prévu d'avoir un toit, mais afin de faire des économies, on a pensé par la suite qu’une telle couverture pourrait être supprimée ». Selon le conseil de Sunderland, le monument était en effet destiné à l'origine à avoir un toit et des murs intérieurs mais ceux-ci n'ont jamais été construits faute de financement. Cependant, The Chronicle écrit qu'il s'agit d'un mythe et que le toit n'a jamais été prévu,

### Description

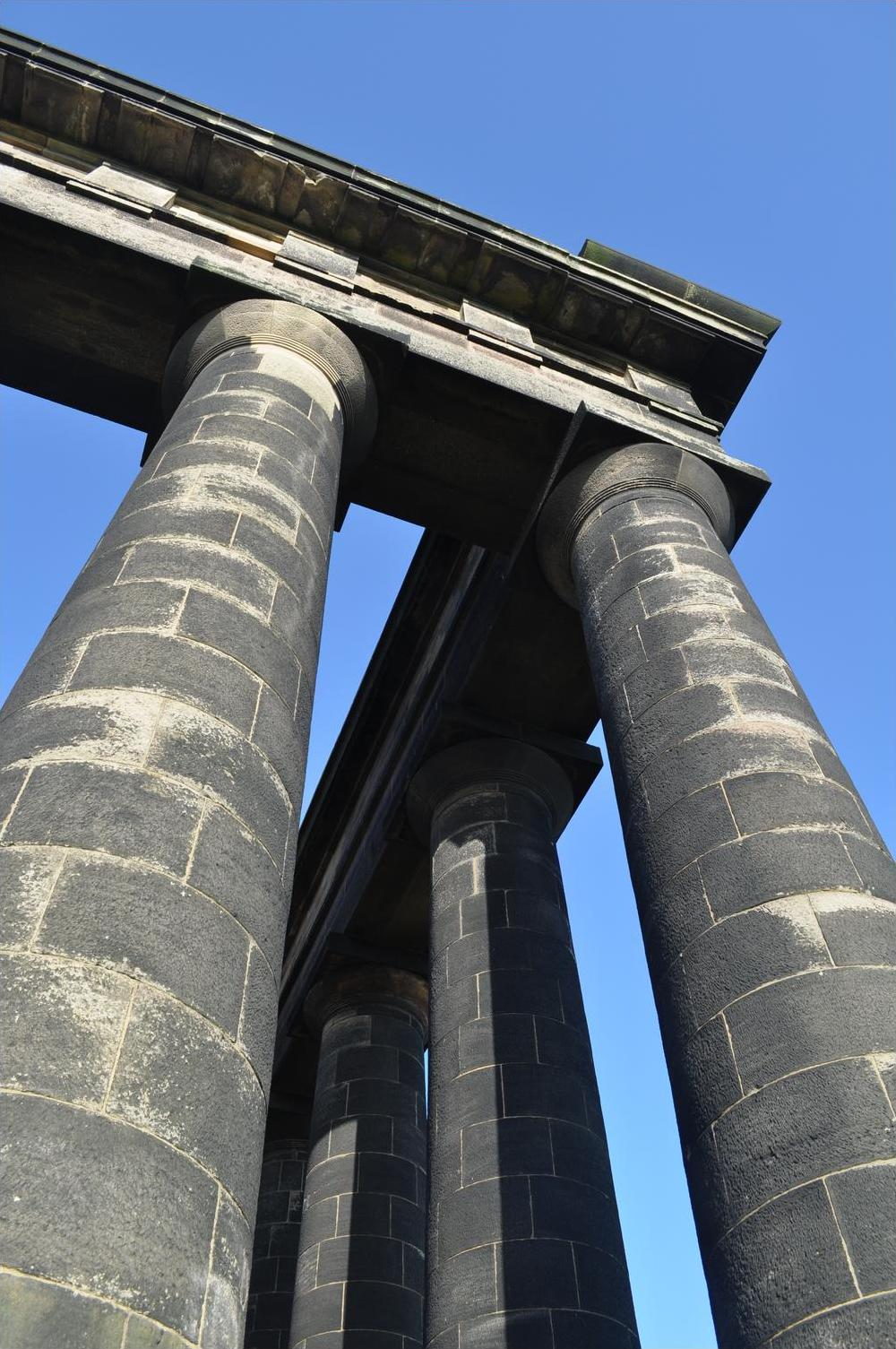
Détails des colonnes.

Le Penshaw Monument mesure 30 mètres (100 pieds) de long, 16 mètres (53 pieds) de large et 21 m (70 pieds) de haut, ce qui en fait la plus grande structure servant uniquement de mémorial dans le nord-est de l'Angleterre. Il est construit en pierre meulière (gritstone ashlar), un grès dur,,. La structure était jaune au début, mais s'est noircie dans le temps. Les pierres étaient à l'origine maintenues ensemble par des chevilles et des crampons en acier.
Des graffitis et de l'encre sont visibles sur de nombreuses zones du monument, dans les sculptures. Ses fondations reposaient à l'origine sur du calcaire à 6 mètres (20 pieds) sous le sol. La base se compose du haut stylobate et du stéréobate inférieur - les colonnes se trouvent sur le stylobate qui est constitué de gros blocs de gritstone,. La hauteur de la base varie de 1,23 m au coin sud-ouest à 2,35 m au sud-est. Lors de la construction du monument, il n'y avait pas de marches menant au stylobate. Le sol est constitué de pavés collés au mortier, posés en pente et parfois en diagonale pour diriger l'eau de pluie vers un collecteur central.
Le monument est une structure tétrastyle. Il est composé de 18 colonnes sans rainures,, sept le long des côtés nord et sud et quatre faisant face à l'est et à l'ouest. Les colonnes ont un diamètre de 1,80 m (6 ft) et 10 m de haut. Deux allées avec parapets servent pour la visite de la partie supérieure,,, ; elles vont d'est en ouest au sommet du monument.
Une colonne — la seconde en partant de l'est, du côté sud — contient un escalier en colimaçon menant à la passerelle sud,. Les colonnes supportent une entablure profonde dont le parapet sert de voie de promenade,. Les colonnes, les murs de la fondation et de l'entablement sont creux,,. L'entablement est composé d'architrave, frise et corniche ; l'architrave et la corniche sont de conception simple, la frise est ornée de triglyphes stylisés et dépourvus de rainures. Un fronton triangulaire est visible à chaque extrémité de l'entablement.
L'entablement et les frontons montent à 6,62 m de hauteur.

## Réactions et impact

### XIXesiècle

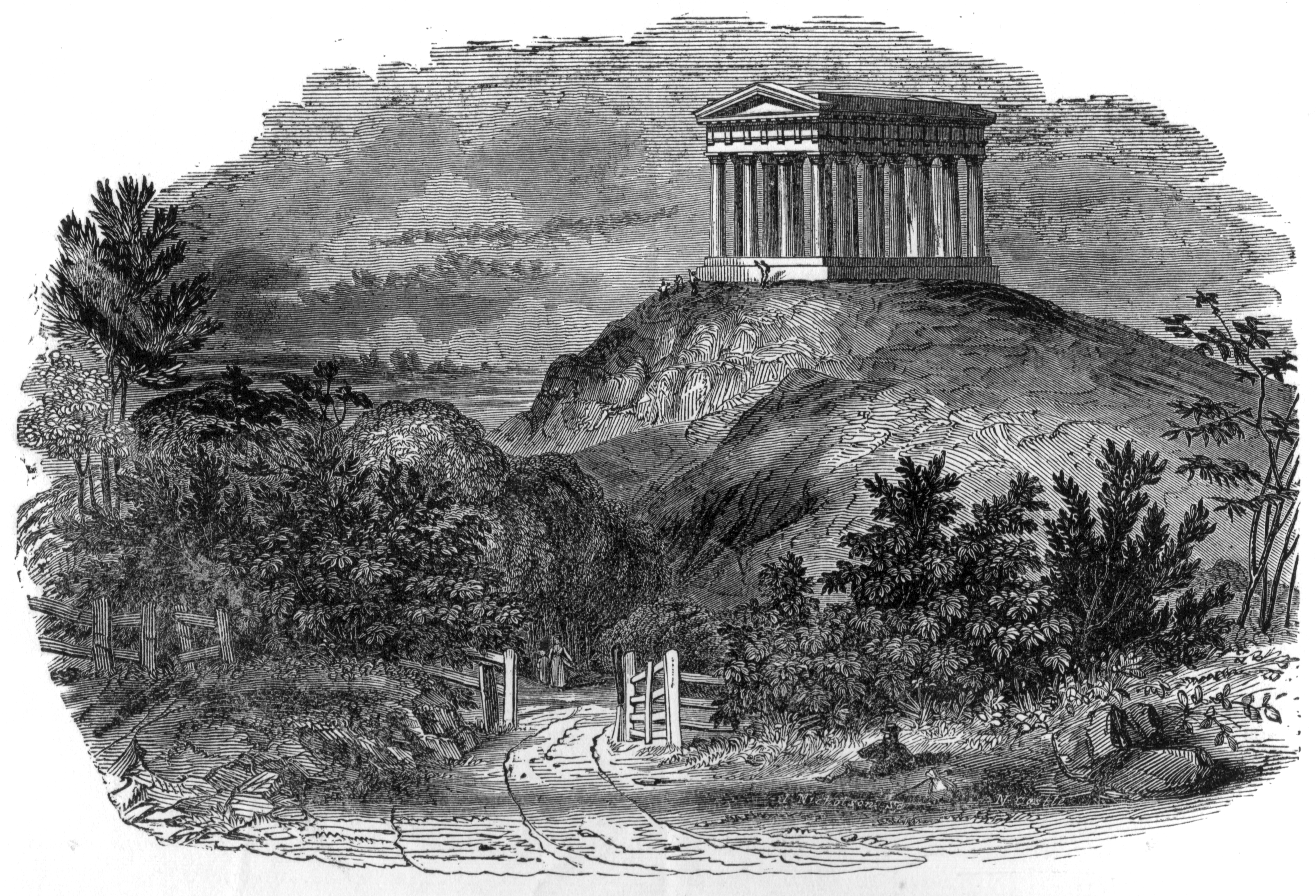
Une gravure du monument réalisée peu de temps après sa construction, le montrant dans des proportions erronées avec la colline.

Avant son achèvement, le Carlisle Journal a déclaré que le monument Penshaw serait « l'une des merveilles architecturales les plus emblématiques d'Angleterre et un mémorial approprié à l'un de ses hommes d'état les plus sages.» Cependant, sa conception, au départ, a rencontré une réaction hostile dans les cercles architecturaux : en 1844, The Civil Engineer and Architect's Journal l'a décrit comme un élément d'« architecture absurde à un point qu'on ne peut imaginer » et l'a comparé avec dérision à une bête curieuse.
The Art Union était aussi cinglant : il critiquait l'idée d'un temple grec qui, dit-il, « n'est le fruit ni de l'invention ni du jugement.» Il concluait : « Pour nous, cela semble être l'une des choses les plus absurdes, les plus mal imaginées et les plus mal conçues jamais réalisées, totalement dépourvue de signification, de but ou de message. »
Le Civil Engineer and Architect's Journal a qualifié la présence de frontons et l'absence de toit de « violation flagrante et palpable du sens et du bon sens». L' Athenaeum critiquait de la même manière les frontons sans toit - le bâtiment ressemblera à une construction dont le toit est tombé ! - et a exprimé sa désapprobation du manque de cella et de murs intérieurs, écrivant que les architectes avaient « coupé le nœud gordien » en les omettant. La décision de réaliser des murs et des colonnes creux a été condamnée par l' Athenaeum, qui a qualifié la structure de « presqu'autant un simulacre que si elle était construite en fonte colorée à l'imitation de la pierre » et a dit qu'il « peut être considéré comme caractéristique... d'un âge où les apparences sont supérieures à la valeur du réel. » L' Art Union a convenu : « les cavités dans les colonnes et les murs apportent beaucoup de faux-semblants pour bien peu d'économies. »
L' Athenaeum a écrit que monter les escaliers du monument pouvait être dangereux et l' Art Union a déclaré l'escalier « terriblement étroit et gênant. Le Civil Engineer and Architect's Journal pensait que ceux qui montaient sur le monument « devraient se promener un peu à la manière des corbeaux dans une gouttière » et a suggéré que les architectes auraient dû prévoir une terrasse sur le toit du monument, accessible par un escalier plus large. L' Athenaeum a exprimé sa confusion face à l'absence de statue ou d'allusion au comte de Durham, estimant que « même si tout n'est pas encore décidé, l'essentiel est fixé. »
En 1850, « The Times » était plus élogieux : « La position et l'architecture de cette structure sont toutes deux extrêmement fines, et vues de la voie ferrée, elles produisent le meilleur effet.» Lors de la Grande exposition qui a eu lieu dans le Crystal Palace, à Hyde ¨Park en 1851, une maquette du monument en charbon bitumineux a été exposée dans le cadre de la section Mines et métallurgie.
En 1857, William Fordyce a écrit : « Le temple est remarquable par sa grandeur, sa simplicité et son effet imposant, rien en forme d'ornement ou de décoration méritoire n'étant introduit ». Dans son roman Alice in Sunderland qui analyse les relations de Lewis Carroll avec Sunderland, Bryan Talbot suggère que Carroll aurait pu s'inspirer du monument, comparant la porte menant à l'escalier du monument à une scène omise de « Alice au pays des merveilles » (1865), dans laquelle Alice frappe sur une porte dans un arbre. Dans son ouvrage de 1887 "The flower of Weardale", l'auteur William Delisle Hay a décrit le monument :
« Sur la crête d'une éminence nue et laide qui domine le Wear, se trouve une réalisation en pierre : un temple grec, splendide et solennel, avec ses colonnes et ses entablements, mais noirci et taché par l'atmosphère de suie, il se profile à travers les nuages de fumée qui montent des houillères en contrebas qu'il domine et avec lesquels il n'a aucune communion.
L'« art queer », le goût curieux, sûrement, qui a élevé ce mémorial majestueux d'une époque et d'un climat esthétiques, l'a planté, sévère et solide, ici au centre du comté désormais le plus prosaïque de l'Angleterre matérialiste, laborieuse et prosaïque ! Un monument monstrueux, érigé il y a quelques décennies en l'honneur d'une notabilité, morte et malgré cela oubliée ! Puisse cette folie moderne de Durham sur Penshaw Hill symboliser le passage des siècles et servir, en tout cas, à nous indiquer un endroit où résiste une légende de l'Angleterre d'autrefois ».

### XXeetXXIesiècles

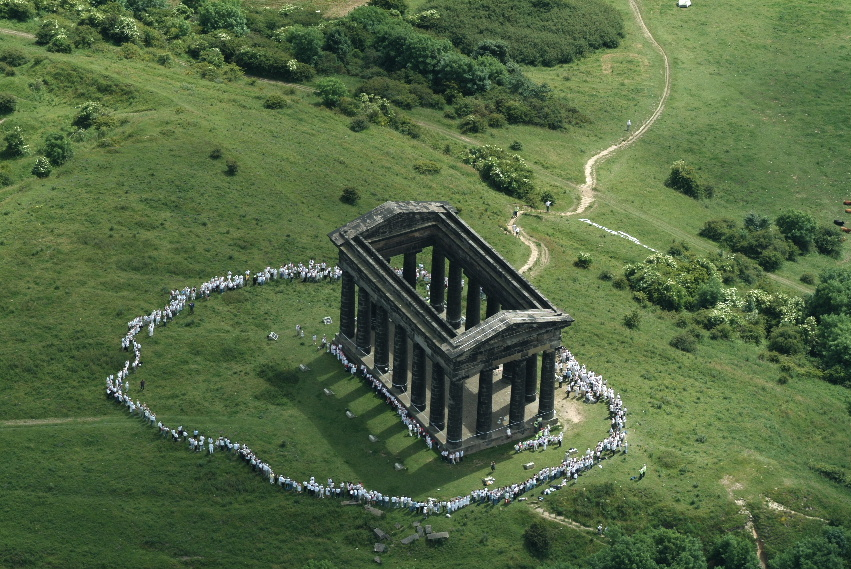
Chaîne humaine autour du monument en juillet 2015 pour la promotion de la campagne « Histoire de la pauvreté ».

Le monument est souvent décrit par des sources récentes comme un point de repère qui indique aux habitants qu'ils sont rentrés chez eux après un long voyage,,. Il n'est plus aussi largement associé à John Lambton. C'est un élément clé de l'identité culturelle de Sunderland, fréquemment représenté par des photographes et artistes locaux. À l'échelle nationale, il est considéré comme un symbole du Nord-Est aux côtés du ponts de la Tyne et de l 'Ange du Nord. L'emblème du Sunderland AFC actuel, adopté en 1997, arbore une représentation du monument Penshaw. Selon Bob Murray, le président du club à l'époque, il a été inclus « pour reconnaître la profondeur du soutien à l'équipe en dehors des limites de la ville,. »
En 2006, le monument figurait aux côtés du Mur d'Hadrien et du Sage Gateshead dans une publicité télévisée pour la campagne « Passionnés, lieux passionnés » ("Passionate People, Passionate Places"), qui visait à promouvoir le nord-est de l'Angleterre. Il a été produit par RSA Films, une société fondée par les réalisateurs Tony et Ridley Scott, tous deux originaires du Nord-Est.
En 2007, la structure est arrivée deuxième dans un sondage des lieux qui a inspiré le plus de fierté chez les résidents de la région, derrière la cathédrale et le château de Durham dans une enquête menée par la société de publicité CBS Outdoor, 59 % des habitants de Sunderland ont déclaré que le monument Penshaw était un point de repère important. Il figure dans la nouvelle de 2008 de Richard T. Kelly, Crusaders. Le National Trust a déclaré que depuis la réouverture de l'escalier en 2011, « pour certains, atteindre le sommet est devenu une sorte de pèlerinage personnel, avec de nombreux visiteurs trouvant que c'est une expérience inspirante et souvent assez émouvante. »

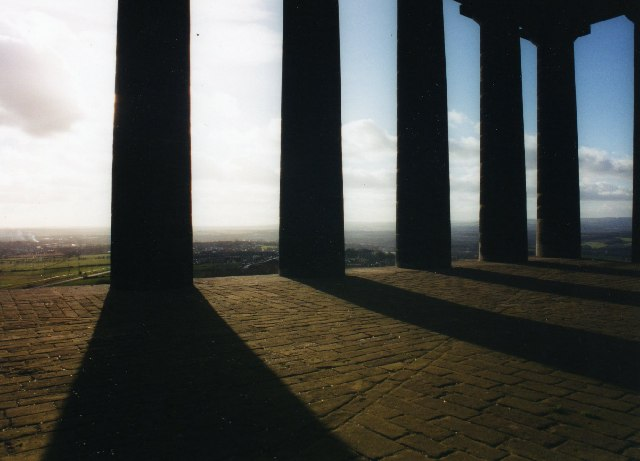
Vue de l'intérieur du monument.

Bryan Ferry, chanteur principal du groupe Roxy Music, a grandi à Washington et a souvent visité Penshaw Hill avec son père. Il a déclaré au Times que le monument l'a impressionné significativement dans son enfance, et a semblé « comme un symbole... représentant l'art, et une autre vie, loin des champs de charbon et de l'environnement dur du nord-est ; il semblait représenter quelque chose d'une autre civilisation, c'était beaucoup plus raffiné ». Il a cependant admis que le monument est essentiellement une folie, un bâtiment sans but. Dans son livre sur Roxy Music, Michael Bracewell décrit l'expérience d'approcher le monument : « son immensité se rapprochant, le héros, l'idéal du lieu s'effondre. La grandeur cède la place à la simple énormité, la déclaration au silence, la substance au vide... Ce solide mémorial... a été conçu, comme un décor de scène, pour être apprécié de loin. »
Alan Robson a qualifié le monument d'« exemple frappant de l'architecture dorique » dans un article de l' Evening Chronicle. James Wilson de l' Independent  a trouvé cela « déroutant » et une « folie vraiment stupide. » Tony Jones du Journal l'a qualifié de « symbole évident mais sous-estimé de l'identité régionale. » David Brandon l'a décrit dans The Guardian « comme un symbole extraordinaire... de la folie du comte de Durham et la fierté du comté ». Chris Lloyd du Northern Echo a comparé le monument Penshaw à l'Ange du Nord, qualifiant les deux de « magnifiquement inutiles. » Tony Henderson, également du Journal, a écrit que le manque de toit et de murs intérieurs « a été à l'avantage du monument car il permet le jeu dramatique de la lumière entre les colonnes. »
Dans son Monument Guide to England and Wales, Jo Darke a qualifié le monument de « grand repère du nord. » Gwyn Headley, historien de l'architecture et Wim Meulenkamp ont décrit sa surface noircie comme « une réponse satanique à l'idéal hellénique blanc pur. » Nikolaus Pevsner a écrit que « le monument se profile comme une apparition de l'Acropole sous des cieux hyperboréens. » Dans son livre The Northumbrians, l'historien Dan Jackson l'a loué : « C'est un bâtiment d'une grande gravité, sa silhouette dorique austère domine le paysage à des kilomètres à la ronde. »